# Montferrand-la-Fare
Montferrand-la-Fare är en kommun i departementet Drôme i regionen Auvergne-Rhône-Alpes i sydöstra Frankrike. Kommunen ligger i kantonen Rémuzat som tillhör arrondissementet Nyons. År 2022 hade Montferrand-la-Fare 27 invånare.

## Befolkningsutveckling
Antalet invånare i kommunen Montferrand-la-Fare
Referens:INSEE